# Max Emmerich
Max Philip Emmerich (ur. 1 czerwca 1879 w Indianapolis, zm. 29 czerwca 1956 tamże) – amerykański gimnastyk, medalista olimpijski.
W 1904 reprezentował barwy Stanów Zjednoczonych na rozegranych w Saint Louis letnich igrzyskach olimpijskich, podczas których zdobył złoty medal w trójboju lekkoatletycznym. Startował również w konkurencjach wieloboju gimnastyczno-lekkoatletycznego (67. miejsce), trójboju gimnastycznego (100. miejsce) oraz all-around  (poprzedniku dziesięcioboju lekkoatletycznego, nie został sklasyfikowany).
W 1909 został wraz z innym olimpijczykiem Harrym Prinzlerem skazany na 5 lat więzienia za defraudację bankową. Został wypuszczony na wolność w 1913.